# 埃爾姆克里克鎮區 (內布拉斯加州水牛縣)
埃爾姆克里克鎮區（英語：Elm Creek Township）是位於美國內布拉斯加州水牛縣的一個行政鎮區。

## 地方資料
埃爾姆克里克鎮區的面積為127.28平方千米，當中陸地面積為124.22平方千米，而水域面積為0.00平方千米。根據2020年美國人口普查的數據，當地共有人口1176人，而人口密度為每平方千米9.24人。